# Delias cyclosticha
Delias cyclosticha is een vlindersoort uit de familie van de Pieridae (witjes), onderfamilie Pierinae.
Delias cyclosticha werd in 1955 beschreven door Roepke.